# 白日之下
《白日之下》（英語：In Broad Daylight）是2023年香港劇情片，由簡君晉執導，姜大衞、余香凝及林保怡領銜主演，梁雍婷和龔慈恩主演，電影取材自幾宗安老院舍和殘疾院舍的真實個案，當中包括：2016年康橋之家院長張健華涉嫌性侵院友、康橋之家大半年內六人離奇死亡事件、以及2015年劍橋護老院虐待院友事件。本片是第25屆上海国际电影节亚洲新人奖競賽單元和第20屆香港亞洲電影節開幕電影，2023年11月2日在香港院線上映。電影獲得金馬獎五項提名，以及香港電影金像獎十六項提名，其中贏得最佳女配角、最佳男配角及最佳女主角殊榮。

## 劇情
A1新聞社接獲一宗有關殘疾院舍「彩橋之家」虐待院友的線報，偵查小組為揭露殘疾院舍監管問題，記者凌曉琪（余香凝飾）潛入院舍，揭發內裡的非人道生活。

## 演員
| 演員   | 角色   | 簡介                                                                |
| 余香凝 | 凌曉琪 | 「A1新聞社」偵查組記者 （原型為時任《香港01》偵查組記者龍婉琪）     |
| 林保怡 | 章劍華 | 殘疾院舍「彩橋之家」院長 （原型為殘疾院舍「康橋之家」院長張健華）   |
| 梁雍婷 | 黃小鈴 | 院友，患中度弱智，遭章劍華性侵                                      |
| 梁仲恆 | 亮     | 「A1新聞社」偵查組記者 （原型為時任《香港01》偵查組記者勞顯亮）     |
| 朱栢謙 | Eric   | 「A1新聞社」偵查組主管 （原型為時任《香港01》偵查組採訪主任蔡傳威） |
| 許月湘 | Jess   | 「A1新聞社」偵查組記者                                              |
| 姜大衞 | 周健通 | 院友                                                                |
| 胡楓   | 水哥   | 院友，於睡夢中逝世                                                  |
| 陳湛文 | 琛哥   | 院友、兼職員工，殘疾人士                                            |
| 周漢寧 | 明仔   | 院友，患自閉症，墮樓身亡 （原型為「康橋之家」墮樓身亡的自閉症男童） |
| 寶珮如 | 陳美芳 | 院舍全職員工                                                        |
| 龔慈恩 | 何姑娘 | 院舍全職員工                                                        |
| 朱栢康 | 潘大狀 | 律政司外聘檢控官                                                    |
| 鮑起靜 | 凌母   | 把曉琪的爺爺送到安老院，被女兒曉琪怪責                              |
| 高翰文 | 張議員 |                                                                     |
| 梁天尺 | 王董事 | 院舍董事                                                            |
| 吳浣儀 | 鈴母   | 院友黃小鈴之母                                                      |
| 彭杏英 | 明母   | 院友明仔之母                                                        |
| 譚玉瑛 |        | 水哥女兒                                                            |
| 劉沛蘅 |        | 水哥孫女                                                            |
| 李偉鴻 |        | 殘疾人仕協會會長                                                    |
| 羅浩銘 | 警察   |                                                                     |

## 製作
電影《白日之下》期間經歷了5年的籌備，當中就以找投資者最花時間，監製爾冬陞表示說這部戲平了自己的紀錄，要找到第五個老闆才願意投資，可見一眾老闆對於投資社會議題電影的回報不感樂觀，最終劇本去到古天樂的天下一電影公司，才順利開拍。
古天樂接受訪問時表示，《白日之下》這個劇本很有意義，故事由真人真事改編，每個角色都很難演，但又覺得可以通過電影反映社會現狀，並不是以商業的角度考慮，值得令人關注，所以很喜歡這部電影。此外，古天樂亦透露自己本身有份演出，但因角色要化老妝，而他認為自己即使化了都未必能符合角色，故決定找第二個演員演出。

## 音樂
本片音樂由朱芸編編寫。其電影配樂大碟於2023年11月16日正式於Apple Music及Spotify等串流音樂平台上發佈，並預定於同年11月29日推出實體鐳射唱片版本。配樂於意大利羅馬Forum Studios Roma進行錄音，由意大利電影交響樂團（Orchestra Italiana Del Cinema）演奏。主題曲《日光漂白》由黃妍主唱，並由朱氏作曲、周耀輝進行填詞，同時收錄在大碟之中。

### 歌曲
| 曲序 | 曲目               |        | 作曲   | 编曲   | 演唱 |
| ---- | ------------------ | ------ | ------ | ------ | ---- |
| 1.   | 日光漂白（主題曲） | 周耀輝 | 朱芸編 | 朱芸編 | 黃妍 |

## 票房
上映後獲得海量好評，憑口碑票房成績亦逐步攀升，自上畫第14日起（11月15日）已連續7日奪得單日票房冠軍，打低新上畫及同期上映的中西猛片，截至11月21日累積票房成功衝破1300萬，並重奪一週票房冠軍。
| 上一届： 《花月殺手》    | 2023年香港一週票房冠軍 第44週 | 下一届： 《Marvel隊長2》 |
| 上一届： 《Marvel隊長2》 | 2023年香港一週票房冠軍 第46週 | 下一届： 《年少日記》    |
| 上一届： 《花月殺手》    | 2023年香港週末票房冠軍 第45週 | 下一届： 《Marvel隊長2》 |
| 上一届： 《Marvel隊長2》 | 2023年香港週末票房冠軍 第47週 | 下一届： 《年少日記》    |

## 獎項
| 年份 | 頒獎典禮                       | 獎項                  | 入圍者                                            | 結果 |
| ---- | ------------------------------ | --------------------- | ------------------------------------------------- | ---- |
| 2023 | 第25届上海国际电影节           | 亚洲新人单元 最佳电影 | 不適用                                            | 提名 |
| 2023 | 第25届上海国际电影节           | 亚洲新人单元 最佳导演 | 簡君晋                                            | 提名 |
| 2023 | 第60屆金馬獎                   | 最佳女主角            | 余香凝                                            | 提名 |
| 2023 | 第60屆金馬獎                   | 最佳男配角            | 林保怡                                            | 提名 |
| 2023 | 第60屆金馬獎                   | 最佳女配角            | 梁雍婷                                            | 提名 |
| 2023 | 第60屆金馬獎                   | 最佳美術設計          | 潘燚森、謝靄霖                                    | 提名 |
| 2023 | 第60屆金馬獎                   | 最佳造型設計          | 潘燚森、陳巧倩                                    | 提名 |
| 2024 | 第30屆香港電影評論學會大獎     | 最佳女演員            | 梁雍婷                                            | 提名 |
| 2024 | 第30屆香港電影評論學會大獎     | 最佳女演員            | 余香凝                                            | 獲獎 |
| 2024 | 第30屆香港電影評論學會大獎     | 推薦電影              | 不適用                                            | 獲獎 |
| 2024 | 第17屆亞洲電影大獎             | 最佳女配角            | 梁雍婷                                            | 獲獎 |
| 2024 | 2023年度香港電影導演會年度大獎 | 最佳女主角            | 余香凝                                            | 獲獎 |
| 2024 | 第42屆香港電影金像獎           | 最佳電影              | 不適用                                            | 提名 |
| 2024 | 第42屆香港電影金像獎           | 最佳導演              | 簡君晋                                            | 提名 |
| 2024 | 第42屆香港電影金像獎           | 最佳編劇              | 唐翠萍、李卓風、簡君晋                            | 提名 |
| 2024 | 第42屆香港電影金像獎           | 最佳男主角            | 林保怡                                            | 提名 |
| 2024 | 第42屆香港電影金像獎           | 最佳女主角            | 余香凝                                            | 獲獎 |
| 2024 | 第42屆香港電影金像獎           | 最佳男配角            | 姜大衞                                            | 獲獎 |
| 2024 | 第42屆香港電影金像獎           | 最佳女配角            | 梁雍婷                                            | 獲獎 |
| 2024 | 第42屆香港電影金像獎           | 最佳新演員            | 許月湘                                            | 提名 |
| 2024 | 第42屆香港電影金像獎           | 最佳攝影              | 流星                                              | 提名 |
| 2024 | 第42屆香港電影金像獎           | 最佳剪接              | 盧煒麟                                            | 提名 |
| 2024 | 第42屆香港電影金像獎           | 最佳美術指導          | 潘燚森、謝靄霖                                    | 提名 |
| 2024 | 第42屆香港電影金像獎           | 最佳服裝造型設計      | 潘燚森、陳巧倩                                    | 提名 |
| 2024 | 第42屆香港電影金像獎           | 最佳音響效果          | 楊智超                                            | 提名 |
| 2024 | 第42屆香港電影金像獎           | 最佳原創電影音樂      | 朱芸編                                            | 提名 |
| 2024 | 第42屆香港電影金像獎           | 最佳原創電影歌曲      | 《日光漂白》 作曲：朱芸編 填詞：周耀輝 主唱：黃妍 | 提名 |
| 2024 | 第42屆香港電影金像獎           | 新晉導演              | 簡君晋                                            | 提名 |
| 2024 | 第37屆中國電影金雞獎           | 最佳男主角            | 林保怡                                            | 提名 |

## 分級
| 國家/地區 | 分級   |
| 台灣      | 輔導12 |
| 香港      | IIA    |
| 新加坡    | NC16   |
| 馬來西亞  | 13     |
| 英國      | 18     |
| 韓國      | 15     |

## 備註
1. ↑  截至2024年1月7日

## 外部連結
- 白日之下的Facebook專頁
- 白日之下的Instagram帳戶
- 香港影庫上《白日之下》的資料（繁體中文）
- 豆瓣电影上《白日之下》的資料 （简体中文）
- 互联网电影数据库（IMDb）上《白日之下》的资料（英文）